# جوش واردل
جوش واردل هو مهندس برمجيات من ويلز، اشتهر بتطوير لعبة الكلمات الإلكترونية الرائجة واردل (Wordle). استحوذت نيويورك تايمز تايمز على لعبة وردل من مطورها واردل في أواخر يناير 2022 [1]. يعيش واردل حاليًا في مدينة بروكلين ، نيويورك.

## حياته وتعليمه
ولد واردل في جنوب ويلز، حيث نشأ في مزرعة للماشية العضوية في لاندديوي ريدرتش، وهي قرية صغيرة بالقرب من أبيرجافيني.
التحق بجامعة رويال هولواي بجامعة لندن وحصل على شهادة في فنون الإعلام. [1] بعد عدة سنوات، انتقل إلى الولايات المتحدة للدراسة في جامعة أوريغون، وحصل على درجة الماجستير في الفنون الجميلة في الفن الرقمي. [2]
لدى واردل ثلاثة أشقاء، أحدهم صانع الأفلام الوثائقية تيم واردل، مدير فيلم ثلاثة متطابقين غرباء المعروض في عام 2018 .

## حياته المهنية
يعمل واردل منذ كانون الأول (ديسمبر) 2021، كمهندس برمجيات في مجموعة MSCHF الفنية ومقرها بروكلين، والتي ابتكرت أحذية Satan Shoes من ليل ناز إكس. 

### رديت
بعد الانتهاء من دراسته العليا، انتقل واردل إلى أوكلاند ، كاليفورنيا وبدأ العمل كفنان في ريديت عام 2011. لاحقًا، أصبح واردل من أوائل الذين عملوا كمديري المنتجات في ريديت، حيث عمل كمدير منتج لفريق هندسة المجتمع. أثناء تقلده المنصب، ابتكر ألعابًا تجريبية تعاونية شهيرة مثل The Button في عام 2015 و Place في عام 2017. غادر واردل ريديت لمدة عامين تقريبًا للعمل كمهندس برمجيات في بنترست، قبل أن يعود إلى ريديت أيضًا للعمل كمهندس برمجيات.

### وردل
في عام 2013، أثناء عمله في في ريديت، صنع واردل نموذجاً أوليا من لعبة الكلمات ووردل (Wordle). استخدم التلاعب اللفظي لتسمية اللعبة باسم يقارب اسمه الأخير.
في كانون الثاني (يناير) لعام 2021، عاد إلى نموذجه الأولي لعام 2013 لإنشاء لعبة كلمات لشريكته بالاك شاه. أثناء جائحة فيروس كورونا، لعب هو وشاه العديد من ألعاب نيويورك تايمز بما في ذلك Spelling Bee ، وأراد صنع لعبة كلمات جديدة يمكنهم لعبها معًا. لعبت شاه دورًا أساسياً في تطوير اللعبة قبل طرحها للجمهور. حيث استعرضت كلمات اللغة الإنجليزية المكونة من خمسة أحرف والتي يبلغ عددها 12000 كلمة، وضيقت نطاق اللمات إلى 2500 كلمة معروفة يمكن استخدامها في الأحجية اليومي.
في البداية، لعبت عائلة واردل فقط لعبة وردل، حتى جعلها واردل متاحة على نطاق واسع في أكتوبر 2021 من خلال نشرها على موقع الويب الخاص به، powerlanguage.co.uk. لم يكن لدى لعبة وردل أي إعلانات ولم يكن هدف واردل هو كسب المال. على الرغم من نجاح وردل ، لم يرد واردل أن تصبح اللعبة وظيفته بدوام كامل.
بحلول 1 نوفمبر ضمت اللعبة 90 لاعبًا، خلال شهر من إعلان واردل للعبة. بعد ثلاثة أشهر، ضمت اللعبة 300 ألف لاعب يوميًا، وارتفع هذا العدد إلى مليوني لاعب في الأسبوع التالي. [1]
في كانون الثاني (يناير) 2022، أعلنت صحيفة نيويورك تايمز أنها استحوذت على وردل «مقابل مبلغ لم يكشف عنه من سبعة أرقام،».